# Turkse supercup
De Turkse Supercup (Turks: Süper Kupa) is een voetbalwedstrijd waarbij de winnaar van de Turkse Beker tegen de kampioen van de Süper Lig, de hoogste competitie, speelt. De wedstrijd is vergelijkbaar met de Johan Cruijff Schaal in Nederland, waarbij de winnaar van de KNVB Beker speelt tegen de winnaar van de Eredivisie.

## Geschiedenis

### Presidentiële Cup
De Süper Kupa werd in 1966 opgericht als de Presidentiële Cup (Turks: Cumhurbaşkanlığının Kupası) en werd tot en met 1998 onafgebroken jaarlijks gespeeld. De eerste wedstrijd werd gespeeld tussen landskampioen Beşiktaş en bekerwinnaar Galatasaray, welke laatstgenoemde met 2-0 won en daarmee de eerste winnaar van de beker werd. Na laatste de finale tussen Galatasaray en Beşiktaş op 15 mei 1988 werd de organisatie opgeheven. Met tien titels werd Galatasaray recordhouder van deze beker. Met uitzondering van 1968, toen Fenerbahçe de finale automatisch won door het winnen van zowel de competitie als de landelijke beker, en 1975, toen de finale werd afgewerkt in het Cebeci Inönüstadion, werd de finale jaarlijks gespeeld in de het Ankara 19 Mayısstadion.

### Staatshoofdcup
Na de militaire staatsgreep in 1980 veranderde de naam van de organisatie in 1981 en 1982 naar Staatshoofdcup (Turks: Devlet Başkanlığı Kupası).

### Supercup
In 2006 werd de organisatie opnieuw opgericht door de Turkse voetbalbond onder de naam Süper Kupa. Indien de winnaar van de Turkse Beker ook de kampioen van de Süper Lig is, wordt de wedstrijd gespeeld door de verliezend finalist van de Turkse Beker en de kampioen van de Süper Lig. De kampioen van Turkije, Galatasaray, speelde op 30 juli 2006 in Frankfurt am Main (Duitsland) tegen de winnaar van de Turkse Beker, Beşiktaş. Beşiktaş won de wedstrijd door een doelpunt van Marcio Nobre.

#### 2023-2024
De editie die gehouden had moeten worden voor de winnaar van de competitie Galatasaray en de bekerwinnaar Fenerbahçe in 2023 verliep desastreus. Aanvankelijk werd er gekozen voor een finale in de Saoedische hoofdstad Riyad. De wedstrijd werd op het laatste moment afgelast omdat de organisatie en de clubs het niet eens werden over onder meer posters en spandoeken van Mustafa Kemal Atatürk, grondlegger van modern Turkije, ter ere van het 100-jarig bestaan van de republiek.
Als alternatief werd een finale gepland op 7 april 2024 in het Şanlıurfa GAP-stadion, bedoeld als steun in de rug voor de regio, die het jaar daarvoor door een zware aardbeving werd getroffen. Enkele dagen voor de finale stelde Fenerbahçe eisen ten aanzien van de wedstrijd. Ze wilden onder meer een buitenlandse scheidsrechter. De Turkse voetbalbond weigerde de eis van Fenerbahçe, die vervolgens het -19 team stuurde naar Şanlıurfa en liet weten dat de ploeg de 90 minuten niet vol zou maken. Binnen de eerste minuut scoorde Mauro Icardi de 1-0. Bij de aftrap na het doelpunt, liep Fenerbahçe uit protest van het veld.
Op 11 april bepaalde de Turkse voetbalbond dat de einduitslag een 3-0 reglementaire winst voor Galatasaray werd.

### Nieuw format
Medio 2024 maakte de Turkse voetbalbond bekend dat de Supercup een nieuw format krijgt. Het wordt met ingang van het seizoen 2025/26 gespeeld met halve finales en de runners-up van de Turkse competitie en de Turkse voetbalbeker kwalificeren zich ook voor het toernooi.

## Finales Presidentiële Cup
| Jaar | Winnaar       | Score                                                | Finalist                                             | Opkomst                                              |
| ---- | ------------- | ---------------------------------------------------- | ---------------------------------------------------- | ---------------------------------------------------- |
| 1966 | Galatasaray   | 2-0                                                  | Beşiktaş                                             | 33.583                                               |
| 1967 | Beşiktaş      | 1-0                                                  | Altay                                                |                                                      |
| 1968 | Fenerbahçe    | Automatisch gewonnen door winnen competitie en beker | Automatisch gewonnen door winnen competitie en beker | Automatisch gewonnen door winnen competitie en beker |
| 1969 | Galatasaray   | 2-0                                                  | Göztepe                                              |                                                      |
| 1970 | Göztepe       | 3-1                                                  | Fenerbahçe                                           |                                                      |
| 1971 | Eskişehirspor | 3-2                                                  | Galatasaray                                          |                                                      |
| 1972 | Galatasaray   | 3-0                                                  | Ankaragücü                                           |                                                      |
| 1973 | Fenerbahçe    | 2-1                                                  | Galatasaray                                          |                                                      |
| 1974 | Beşiktaş      | 3-0                                                  | Fenerbahçe                                           | 23.435                                               |
| 1975 | Fenerbahçe    | 2-0                                                  | Beşiktaş                                             |                                                      |
| 1976 | Trabzonspor   | 2-1                                                  | Galatasaray                                          |                                                      |
| 1977 | Trabzonspor   | 1 (3) -1 (1)                                         | Beşiktaş                                             |                                                      |
| 1978 | Trabzonspor   | 1-0                                                  | Fenerbahçe                                           | 13.550                                               |
| 1979 | Trabzonspor   | 2-1                                                  | Fenerbahçe                                           | 23.354                                               |
| 1980 | Trabzonspor   | 3-0                                                  | Altay                                                | 11.098                                               |
| 1981 | Ankaragücü    | 1-0                                                  | Trabzonspor                                          | 15.976                                               |
| 1982 | Galatasaray   | 2-0                                                  | Beşiktaş                                             | 20.000                                               |
| 1983 | Trabzonspor   | 2-0                                                  | Fenerbahçe                                           | 17.895                                               |
| 1984 | Fenerbahçe    | 1-0                                                  | Trabzonspor                                          | 12.021                                               |
| 1985 | Fenerbahçe    | 1 (4) -1 (2)                                         | Galatasaray                                          | 18.757                                               |
| 1986 | Beşiktaş      | 2-1                                                  | Bursaspor                                            | 13.783                                               |
| 1987 | Galatasaray   | 3-2                                                  | Gençlerbirliği                                       | 22.773                                               |
| 1988 | Galatasaray   | 2-0                                                  | Sakaryaspor                                          | 19.845                                               |
| 1989 | Beşiktaş      | 1-0                                                  | Fenerbahçe                                           | 15.055                                               |
| 1990 | Fenerbahçe    | 3-2                                                  | Beşiktaş                                             |                                                      |
| 1991 | Galatasaray   | 1-0                                                  | Beşiktaş                                             | 14.650                                               |
| 1992 | Beşiktaş      | 2-1                                                  | Trabzonspor                                          | 20.000                                               |
| 1993 | Galatasaray   | 2-0                                                  | Beşiktaş                                             | 18.836                                               |
| 1994 | Beşiktaş      | 3-1                                                  | Galatasaray                                          |                                                      |
| 1995 | Trabzonspor   | 2-0                                                  | Beşiktaş                                             |                                                      |
| 1996 | Galatasaray   | 3-0                                                  | Fenerbahçe                                           |                                                      |
| 1997 | Galatasaray   | 2-1                                                  | Kocaelispor                                          | 20.000                                               |
| 1998 | Beşiktaş      | 2-1                                                  | Galatasaray                                          | 11.962                                               |

## Finales Süper Kupa (2006-2025)
| 30 juli 2006 |     |             |                                                                         |
| Beşiktaş     | 1-0 | Galatasaray | Commerzbank-Arena, Frankfurt Opkomst: ? Scheidsrechter: Bülent Demirlek |
| M. Nobre 60' |     |             | Commerzbank-Arena, Frankfurt Opkomst: ? Scheidsrechter: Bülent Demirlek |

| 5 augustus 2007       |     |          |                                                                      |
| Fenerbahçe            | 2-1 | Beşiktaş | RheinEnergieStadion, Keulen Opkomst: ? Scheidsrechter: Fırat Aydınus |
| Deivid 14' Kežman 86' |     | Bobo 20' | RheinEnergieStadion, Keulen Opkomst: ? Scheidsrechter: Fırat Aydınus |

| 17 augustus 2008           |     |              |                                                                       |
| Galatasaray                | 2-1 | Kayserispor  | MSV-Arena, Duisburg Opkomst: ca. 15.000 Scheidsrechter: Selçuk Dereli |
| H. Kewell 66' S. Nonda 73' |     | M. Topuz 89' | MSV-Arena, Duisburg Opkomst: ca. 15.000 Scheidsrechter: Selçuk Dereli |

| 2 augustus 2009 |     |          |                                                                                         |
| Fenerbahçe      | 2-0 | Beşiktaş | Atatürk Olympisch Stadion, Istanboel Opkomst: ca. 30.000 Scheidsrechter: Yunus Yildirim |
| Alex 75', 90+3' |     |          | Atatürk Olympisch Stadion, Istanboel Opkomst: ca. 30.000 Scheidsrechter: Yunus Yildirim |

| 7 augustus 2010            |     |           |                                                                                            |
| Trabzonspor                | 3-0 | Bursaspor | Atatürk Olympisch Stadion, Istanboel Opkomst: ca. 61.000 Scheidsrechter: Kuddusi Müftüoğlu |
| T. Gutiérrez 55', 62', 72' |     |           | Atatürk Olympisch Stadion, Istanboel Opkomst: ca. 61.000 Scheidsrechter: Kuddusi Müftüoğlu |

| 12 augustus 2012                     |     |                      |                                                                                   |  |
| Galatasaray                          | 3-2 | Fenerbahçe           | Kâzım Karabekir Stadion, Erzurum Opkomst: ca. 23.000 Scheidsrechter: Cüneyt Çakır |  |
| U. Bulut 19', 58' S. İnan 90 (pen.)' |     | Alex 45' D. Kuyt 66' | Kâzım Karabekir Stadion, Erzurum Opkomst: ca. 23.000 Scheidsrechter: Cüneyt Çakır |  |

| 11 augustus 2013 |     |            |                                                                            |
| Galatasaray      | 1-0 | Fenerbahçe | Kadir Has Stadion, Kayseri Opkomst: 32.864 Scheidsrechter: Bülent Yıldırım |
| D. Drogba 99'    |     |            | Kadir Has Stadion, Kayseri Opkomst: 32.864 Scheidsrechter: Bülent Yıldırım |

| 25 augustus 2014 |               |             |                                                                                       |
| Fenerbahçe       | 0 (3) - 0 (2) | Galatasaray | Ankara 19 Mayısstadion, Ankara Opkomst: 16.597 Scheidsrechter: Mustafa Kâmil Abitoğlu |
|                  |               |             | Ankara 19 Mayısstadion, Ankara Opkomst: 16.597 Scheidsrechter: Mustafa Kâmil Abitoğlu |

| 8 augustus 2015 |     |           |                                                                      |
| Galatasaray     | 1-0 | Bursaspor | Osmanlı Stadion, Ankara Opkomst: 19.626 Scheidsrechter: Cüneyt Çakır |
| Y. Öztekin 21'  |     |           | Osmanlı Stadion, Ankara Opkomst: 19.626 Scheidsrechter: Cüneyt Çakır |

| 13 augustus 2016       |               |              |                                                                              |  |
| Beşiktaş               | 1 (0) - 1 (3) | Galatasaray  | Konya Büyükşehir Torku Arena, Konya Opkomst: ? Scheidsrechter: Mete Kalkavan |  |
| A. Chedjou 107 (e.d.)' |               | H. Balta 99' | Konya Büyükşehir Torku Arena, Konya Opkomst: ? Scheidsrechter: Mete Kalkavan |  |

| 6 augustus 2017 |     |                                      |                                                             |  |
| Beşiktaş        | 1-2 | Konyaspor                            | Ankara 19 Mayısstadion, Ankara Opkomst: ? Scheidsrechter: ? |  |
| C. Tosun 78'    |     | A. Traoeé 33' N. Skubic 90+1 (pen.)' | Ankara 19 Mayısstadion, Ankara Opkomst: ? Scheidsrechter: ? |  |

| 5 augustus 2018 |               |                 |                                                                             |  |
| Galatasaray     | 1 (4) - 1 (5) | Akhisarspor     | Konya Büyükşehir Torku Arena, Konya Opkomst: ? Scheidsrechter: Cüneyt Çakır |  |
| E. Derdiyok 79' |               | Y. Seleznyov 4' | Konya Büyükşehir Torku Arena, Konya Opkomst: ? Scheidsrechter: Cüneyt Çakır |  |

| 7 augustus 2019 |       |             |                                                                    |
| Galatasaray     | 1 - 0 | Akhisarspor | Eryamanstadion, Ankara Opkomst: ? Scheidsrechter: Halil Umut Meler |
| Y. Belhanda 39' |       |             | Eryamanstadion, Ankara Opkomst: ? Scheidsrechter: Halil Umut Meler |

| 27 januari 2021     |       |                        |                                                                                    |  |
| Başakşehir          | 1 - 2 | Trabzonspor            | Atatürk Olympisch Stadion, Istanboel Opkomst: 0 Scheidsrechter: Yaşar Kemal Uğurlu |  |
| Demba Ba 58' (pen.) |       | Djaniny 47' Ekuban 85' | Atatürk Olympisch Stadion, Istanboel Opkomst: 0 Scheidsrechter: Yaşar Kemal Uğurlu |  |

| 5 januari 2022    |               |                          |                                                                             |  |
| Beşiktaş          | 1 (4) - 1 (2) | Antalyaspor              | Ahmed bin Alistadion, Ar Rayyan Opkomst: ? Scheidsrechter: Halil Umut Meler |  |
| A. Hutchinson 33' |               | A. Hutchinson 74 (e.d.)' | Ahmed bin Alistadion, Ar Rayyan Opkomst: ? Scheidsrechter: Halil Umut Meler |  |

| 30 juli 2022                                                 |       |           |                                                                               |
| Trabzonspor                                                  | 4 - 0 | Sivasspor | Atatürk Olympisch Stadion, Istanboel Opkomst: ? Scheidsrechter: Mete Kalkavan |
| A. Cornelius 37' 51' J.S. Larsen 64' A. Bakasetas 76' (pen.) |       |           | Atatürk Olympisch Stadion, Istanboel Opkomst: ? Scheidsrechter: Mete Kalkavan |

| 7 april 2024 |              |            |                                                             |
| Galatasaray  | 3 - 0*       | Fenerbahçe | Şanlıurfa GAP-stadion, Şanlıurfa Opkomst: ? Scheidsrechter: |
| M. Icardi 1' | Reglementair |            | Şanlıurfa GAP-stadion, Şanlıurfa Opkomst: ? Scheidsrechter: |

| 3 augustus 2024 |     |                                                                               |                                                                                  |
| Galatasaray     | 0-5 | Beşiktaş                                                                      | Atatürk Olympisch Stadion, Istanboel Opkomst: ? Scheidsrechter: Volkan Bayarslan |
|                 |     | C. Immobile 1' 81' (pen.) J. Svensson 53' R. Silva 90+1' M.E. Hekimoğlu 90+2' | Atatürk Olympisch Stadion, Istanboel Opkomst: ? Scheidsrechter: Volkan Bayarslan |

## Prestaties per club
| Club           | Bekers | Verloren | Kampioensjaren                                                                                       |
| -------------- | ------ | -------- | --- |
| Galatasaray    | 17     | 10       | 1966, 1969, 1972, 1982, 1987, 1988, 1991, 1993, 1996, 1997, 2008, 2012, 2013, 2015, 2016, 2019, 2023 |
| Beşiktaş       | 10     | 11       | 1967, 1974, 1986, 1989, 1992, 1994, 1998, 2006, 2021, 2024                                           |
| Trabzonspor    | 10     | 3        | 1976, 1977, 1978, 1979, 1980, 1983, 1995, 2010, 2020, 2022                                           |
| Fenerbahçe     | 9      | 11       | 1968, 1973, 1975, 1984, 1985, 1990, 2007, 2009, 2014, 2023                                           |
| Göztepe        | 1      | 1        | 1970                                                                                                 |
| Akhisarspor    | 1      | 1        | 2018                                                                                                 |
| Ankaragücü     | 1      | 1        | 1981                                                                                                 |
| Eskişehirspor  | 1      | 0        | 1971                                                                                                 |
| Konyaspor      | 1      | 0        | 2017                                                                                                 |
| Bursaspor      | 0      | 3        | |
| Altay          | 0      | 2        | |
| Başakşehir     | 0      | 1        | |
| Gençlerbirliği | 0      | 1        | |
| Kayserispor    | 0      | 1        | |
| Kocaelispor    | 0      | 1        | |
| Sakaryaspor    | 0      | 1        | |

Süper Lig · TFF 1. Lig · TFF 2. Lig · TFF 3. Lig · Bölgesel Amatör Lig · Beker · Supercup

Turkse voetbalbond · Nationaal elftal